# 見晴台駅
見晴台駅（みはらしだいえき）は、熊本県阿蘇郡南阿蘇村大字両併にある南阿蘇鉄道高森線の駅。

## 歴史
- 1986年（昭和61年）10月1日：南阿蘇鉄道により開業[2]。
- 2016年（平成28年）
  - 4月14日：熊本地震により全線運休[3]。
  - 7月31日：中松駅 - 高森駅間の運転再開に伴い当駅も営業再開[4][5]。

## 駅構造
単式ホーム1面1線を有する地上駅。開業時は、駅名のとおりの屋上は見晴らしのいい展望台になっていたが、老朽化により現在のログハウス調の駅舎に改築された。無人駅となっている。

## 利用状況
| 1日乗降人員推移 | 1日乗降人員推移 |
| 年度            | 1日平均人数     |
| --------------- | --------------- |
| 2011年          | 3               |
| 2012年          | 3               |
| 2013年          | 2               |
| 2014年          | 2               |
| 2015年          | 1               |

## 駅周辺
南阿蘇村と高森町との境に近い南阿蘇村（旧・白水村）側に位置している。
- 高森警察署 - 約1 km。
- 高森湧水トンネル公園 - 約1.4 km。
- 白川水源 - 約1.6 km。（最寄り駅は南阿蘇白川水源駅）
- 国道325号 - バイパスと旧道（南阿蘇村道・高森町道）があり2本併走している。旧道は当駅から約200 mの距離にある。

## バス路線
- 産交バス
  - 見晴台駅入口 - 駅北側の旧国道（南阿蘇村道）上にある。    - ゆるっとバス（白水コース） -  高森中央行き / 立野駅（下田駅前経由）行き

### 駅から行ける観光地など
- 九州自然遊歩道 （阿蘇郡南阿蘇村清水峠 - 長谷峠 - 崩土峠 - 中坂峠 - 阿蘇郡高森町高森峠 - ウェイバックマシン）

## ギャラリー

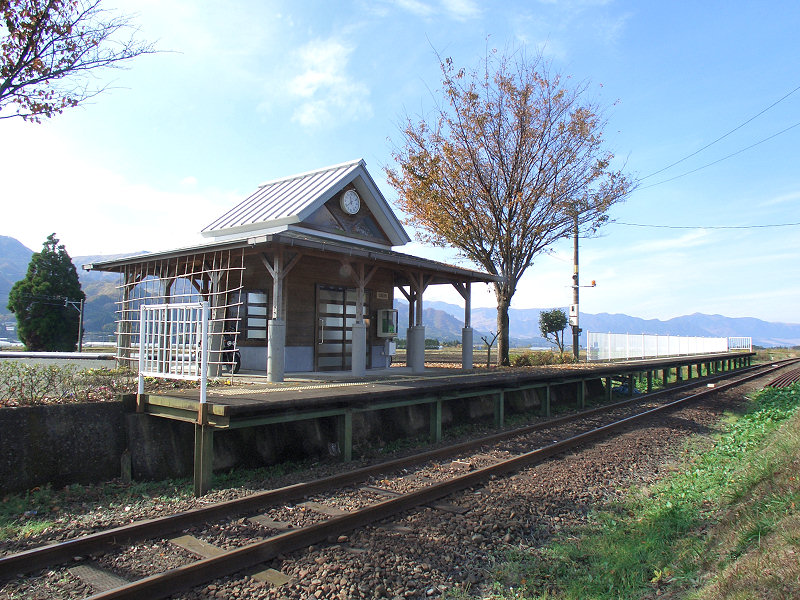
駅全景（2006年11月）
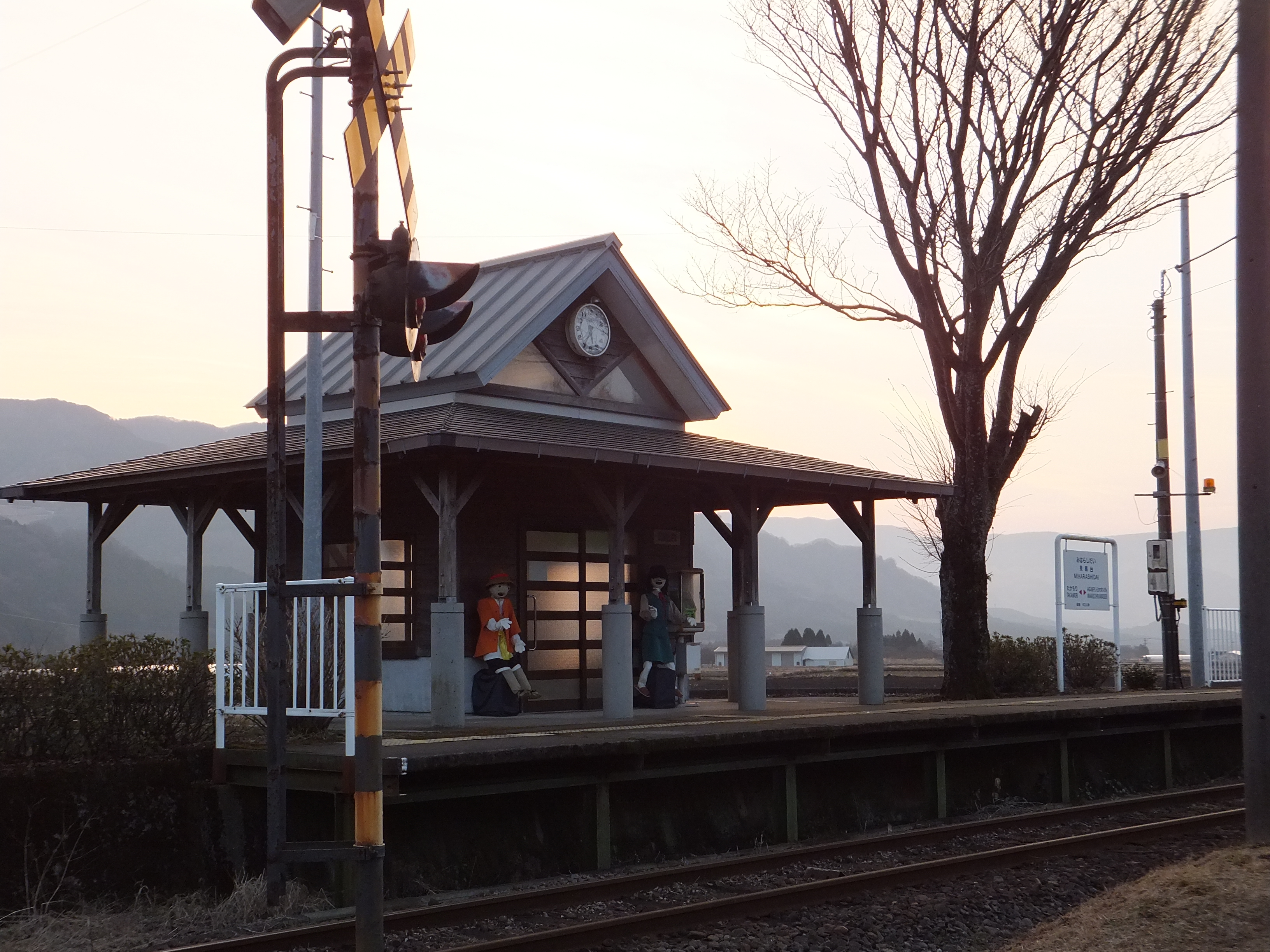
駅舎とホーム （2017年1月）
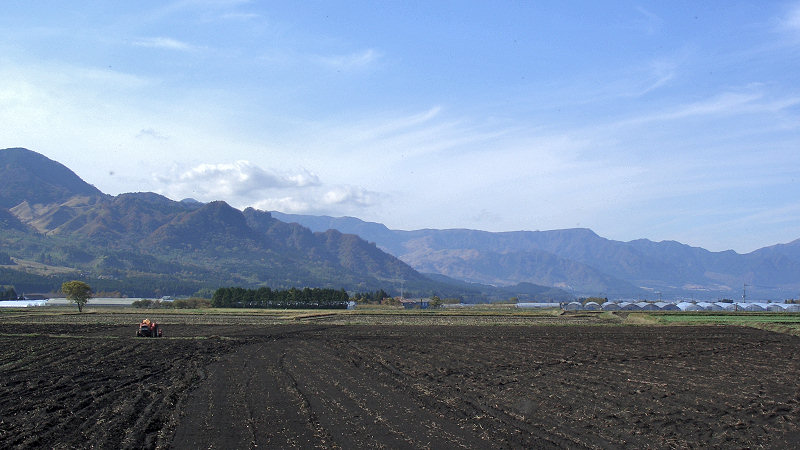
駅前（2006年11月）
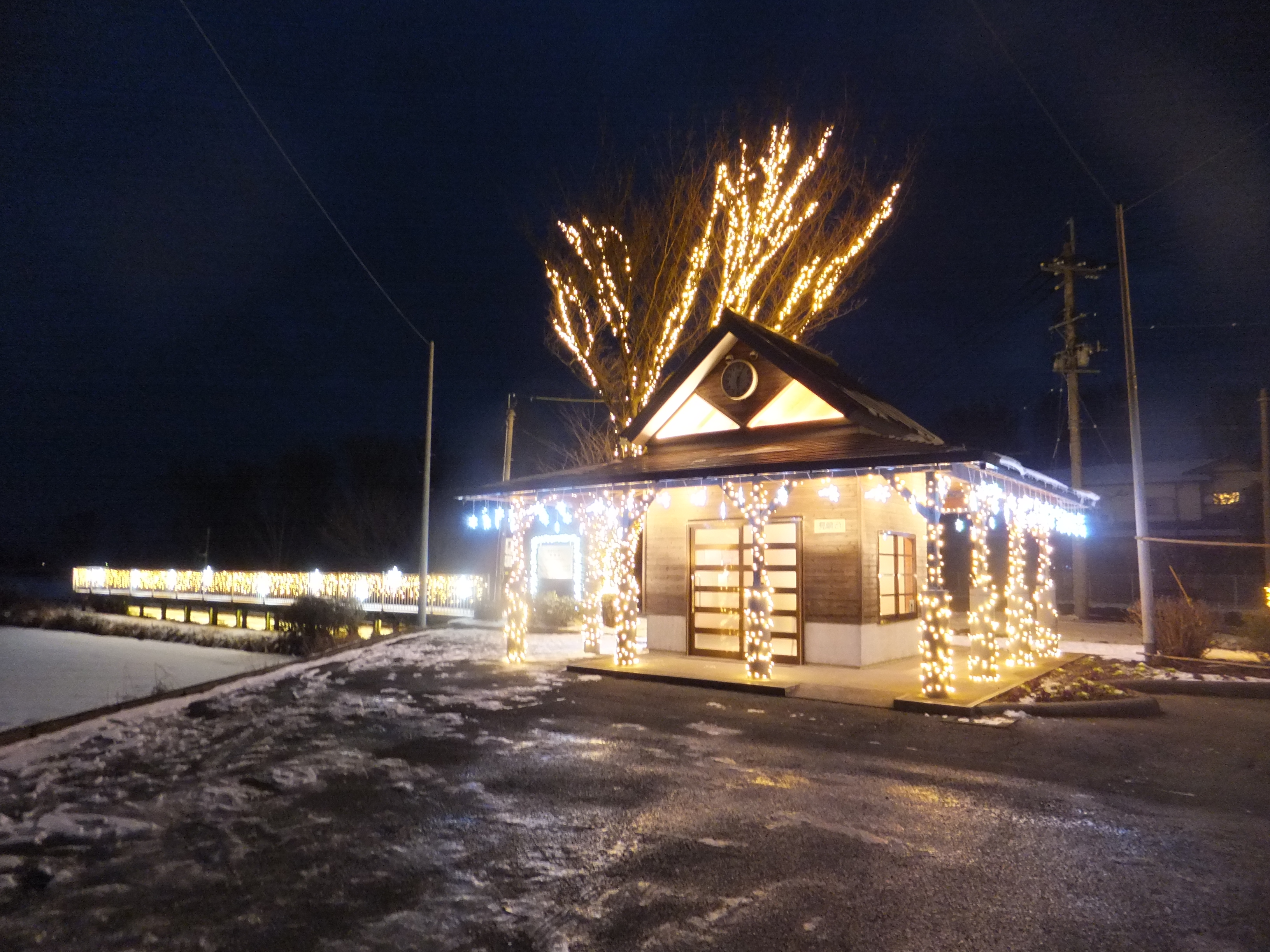
期間限定でイルミネーションが施された駅舎（2018年1月）
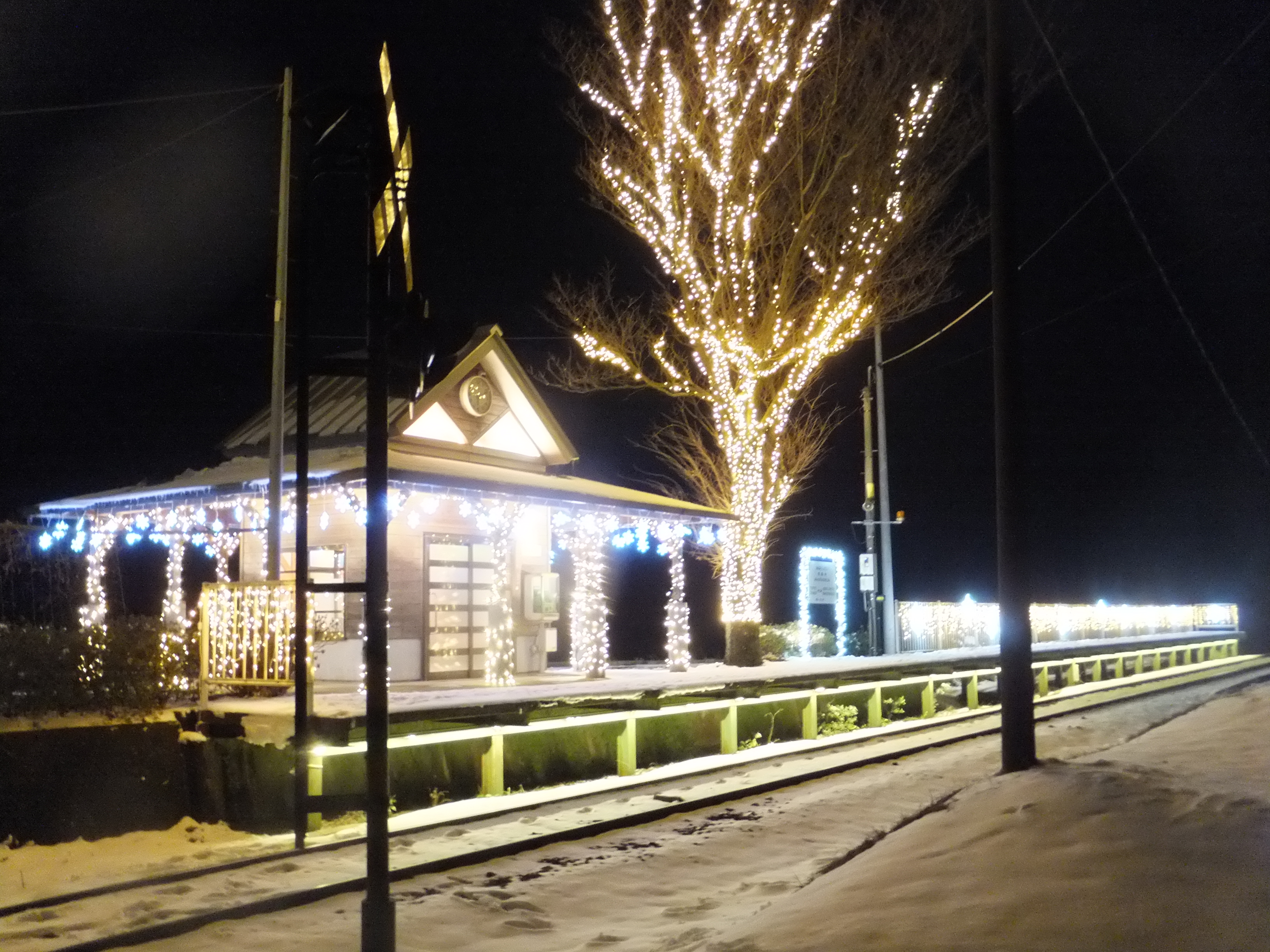
期間限定でイルミネーションが施された駅舎とホーム （2018年1月）

## 作品
- 午後の紅茶（キリンビバレッジ） - テレビCM  - キリンビバレッジの飲料「午後の紅茶」のテレビCM（2016年「あいたいって、あたためたいだ。」編[6]、2017年「あいたいって、あたためたいだ。17冬」編[7]、2018年「あいたいって、あたためたいだ。18冬」編[8]）の撮影に当駅が使用された[9]。作中に登場する自動販売機は撮影のために設置されたものだったが、来訪者などからの意見を反映し、後に一般販売用として期間限定で設置されたのち、恒常化した[10][11][12]。

## 隣の駅
南阿蘇鉄道
■高森線
南阿蘇白川水源駅 - 見晴台駅 - 高森駅